# سلوبودان ميلوشيفيتش
سلوبودان ميلوشيفيتش (بالصربية السيريلية: Слободан Милошевић؛ ولد 20 أغسطس 1941 – توفي 11 مارس 2006) هو سياسي يوغوسلافي وصربي راحل وكان رئيس صربيا (في الأصل جمهورية صربيا الاشتراكية، إحدى الدول التي كونت جمهورية يوغوسلافيا الاتحادية الاشتراكية) في الفترة من عام 1989 إلى عام 1997 ورئيس جمهورية يوغوسلافيا الاتحادية من عام 1997 إلى عام 2000. كما قاد أيضا الحزب الاشتراكي الصربي منذ تأسيسه في عام 1990. وصل إلى السلطة كرئيس على صربيا بعد أن طالب أنصاره بضرورة إصلاح دستور يوغوسلافيا لعام 1974 بسبب تهميش صربيا وعجزها السياسي عن ردع الاضطرابات الانفصاليين الألبان في إقليم كوسوفو.
اتسمت رئاسته لصربيا وجمهورية يوغوسلافيا الاتحادية بإصلاحات رئيسية عديدة في دستور صربيا في الثمانينيات والتسعينيات، أدت إلى تقليل سلطات المقاطعات المتمتعة بالحكم الذاتي في صربيا، وفي عام 1990 انتقلت صربيا من نظام الحزب الواحد الماركسي اللينيني إلى نظام متعدد الأحزاب، كما شهد عهده محاولة إصلاح دستور يوغوسلافيا لعام 1974، وتفكك يوغوسلافيا واندلاع الحروب اللاحقة، وتأسيس جمهورية يوغوسلافيا الاتحادية التي تكونت من صربيا والجبل الأسود، والتفاوض بشأن اتفاقية دايتون بالنيابة عن صرب البوسنة ما أنهى الحرب البوسنية في عام 1995، والإطاحة به في عام 2000.
وفي خضم قصف الناتو ليوغوسلافيا في عام 1999، اُتُّهِم ميلوشيفيتش من قبل المحكمة الجنائية الدولية ليوغوسلافيا السابقة بجرائم حرب من بينها الإبادة الجماعية والجرائم ضد الإنسانية فيما يتعلق بالحروب في البوسنة وكرواتيا وكوسوفو.
استقال ميلوشيفيتش من رئاسة يوغوسلافيا في 24 سبتمبر 2000 وسط مظاهرات أعقبت الانتخابات الرئاسية المتنازع عليها. وألقت السلطات الاتحادية اليوغوسلافية القبض عليه في 31 مارس 2001 للاشتباه في فساده وإساءة استخدام السلطة والاختلاس. وقد تعثر التحقيق الأولي بسبب عدم وجود أدلة، مما دفع رئيس الوزراء الصربي زوران جينجيتش إلى تسليمه إلى المحكمة الجنائية الدولية ليوغوسلافيا السابقة ليحاكم بتهمة ارتكاب جرائم حرب. وفي بداية المحاكمة، أدان ميلوشيفيتش المحكمة بأنها غير قانونية لأنها لم تنشأ بموافقة الجمعية العامة للأمم المتحدة؛ ولذلك رفض تعيين محام للدفاع عنه. أدار ميلوشيفيتش دفاعه الخاص في المحاكمة التي استمرت خمس سنوات والتي انتهت دون حكم عندما توفي في زنزانته في لاهاي في 11 مارس 2006. كان ميلوشيفيتش يعاني من أمراض القلب وارتفاع ضغط الدم، وتوفي بسبب نوبة قلبية. ونفت المحكمة أي مسؤولية عن وفاة ميلوشيفيتش، وذكرت أنه رفض تناول الأدوية الموصوفة له، وقرر بدلاً من ذلك أن يعالج نفسه.
وفي فبراير 2007، أصدرت محكمة العدل الدولية حكما منفصلاً في قضية الإبادة الجماعية البوسنية بأنه لا توجد أدلة تربط صربيا وميلوشيفيتش بالإبادة الجماعية التي ارتكبها صرب البوسنة في الحرب البوسنية. غير أن المحكمة رأت أن ميلوشيفيتش وآخرين في صربيا خرقوا اتفاقية الإبادة الجماعية بعدم منعهم لحدوث الإبادة وعدم تعاونهم مع المحكمة الجنائية الدولية ليوغوسلافيا السابقة في معاقبة مرتكبي الإبادة الجماعية، ولا سيما الجنرال راتكو ملاديتش، كما انتهكوا التزامهم بالامتثال للتدابير المؤقتة التي أمرت بها المحكمة.

## اقرأ أيضاً
- رادوفان كاراديتش
- راتكو ملاديتش
- رحيم آدمي

## روابط خارجية
- سلوبودان ميلوشيفيتش على موقع IMDb (الإنجليزية)
- سلوبودان ميلوشيفيتش على موقع الموسوعة البريطانية (الإنجليزية)
- سلوبودان ميلوشيفيتش على موقع مونزينجر (الألمانية)
- سلوبودان ميلوشيفيتش على موقع إن إن دي بي (الإنجليزية)